# أدرين مري براون
أدرين مِري براون، وهو لقبها غالبًا، (مواليد 6 سبتمبر 1978) كاتبة سياسية وناشطة وميسرة. تدور أفكارها حول ما بعد القومية والنسوية السوداء، وتدعم حركة إلغاء السجون. منذ عام 2006 وحتى عام 2010، كانت المديرة التنفيذية لجمعية راكس، والشريكة المؤسسة ومديرة الرابطة الأمريكية للناخبين الشباب. يعتمد جزء كبير من عملها ككاتبة على كتابات مؤلفة الخيال العلمي أوكتافيا إي. بتلر. نُشر كتابها الأول، الاستراتيجية الناشئة، في عام 2017 وحصل على مراجعات إيجابية. نُشر كتابها الثاني، نشاط المتعة: سياسة الشعور بالرضا، في عام 2019 وضحت فيه كيف يمكن للنشطاء الاستفادة من الرغبات العاطفية والمثيرة للتنظيم ضد الاضطهاد. يتناول كتابها لعام 2020 لن نلغي ذاتنا مسائل الضرر والمساءلة والعدالة التحويلية، ويتحدث بشكل أساسي إلى جمهور من النشطاء وغيرهم ممن ينظمون إلغاء السجون. تعمل براون أيضًا كدولا، وتعرف بأنها «دولا راديكالية»، لأنها تعتبر هذا العمل جزءًا من نشاطها.

## حياتها المهنية اللاحقة
بعد تخرجها من جامعة كولومبيا، بدأت براون العمل مع ائتلاف الحد من الضرر في بروكلين. عملت كميسرة للعدالة الاجتماعية في المنتدى الاجتماعي وعملت مع منظمات العدالة الاجتماعية في ديترويت.
في عام 2006 عملت براون كمستشارة في ديترويت سمر في مركز بوغز. من هذا، طورت براون علاقتها مع غريس لي بوغز، التي تعتبرها مرشدة. كانت براون شخصية رئيسية في مؤتمر الحلفاء الإعلامي بصفتها مضيفة وميسرة.
بين عامي 2006 و2010، عملت براون أيضًا كمديرة تنفيذية لجمعية راكس، وشاركت في تأسيس وإدارة رابطة الناخبين الشباب/الغاضبين من الناخبين، بالإضافة إلى التعاون مع تحالف شباب السكان الأصليين في القطب الشمالي.
كتبت براون عن عملها في ديترويت، «يجب أن توجه أفعالنا نحو العالم الذي نريده. نحن بحاجة إلى بستنة الأماكن المهملة وتشغيل التدفئة والماء للناس. نحتاج لوضع الألواح الشمسية في الحي. هذا ما علمتني إياه ديترويت».
دعمت براون المرشحين الديمقراطيين في الانتخابات الرئاسية، وشجعت قراءها على التصويت لجو بايدن وباراك أوباما.

## كتابة
ساهمت براون سابقًا في صحيفة ذا ميشغن ستزن ومقرها ديترويت، وكتبت العمود الجنسي لمجلة بِتش. نشرت منشورات كثيرة عن الجنس، والشفاء، والرعاية الذاتية، والصدمات، والخيال العلمي.
في عام 2010 نشرت مع ألكسس بولين غومبس كتاب أوكتافيا بتلر القارئ الاستراتيجي اعتمادًا على كتابة أوكتافيا. في عام 2013 حصلت على جائزة فارس ديترويت لتحدي الفنون لإدارتها سلسلة من ورش عمل كتابة الخيال العلمي القائمة على كتابات أوكتافيا بتلر. في عام 2015 تعاونت مع وليدة إماريشا وشيري رينيه توماس لتحرير وإصدار نوع أوكتافيا: قصص الخيال العلمي من حركات العدالة الاجتماعية، وهي مجموعة من 20 قصة قصيرة ومقالة عن العدالة الاجتماعية مستوحاة من بتلر. يقال إن أسلوبها في الكتابة ينتمي إلى أسلوب المستقبلية الأفريقية.
أصدرت مطبعة إيه كي كتاب براون الأول، الاستراتيجية الناشئة، الذي بحث في التغيير الاجتماعي المستدام، في عام 2017 ونال إشادة النقاد. تعرّف براون النشوء على أنه «الطريقة التي تنشأ بها الأنظمة والأنماط المعقدة من تعدد التفاعلات البسيطة نسبيًا» وتصف الاستراتيجية الناشئة بأنها «رمز حياة» الفعال في التنظيم والحياة الشخصية.
لقد أفسحت الاستراتيجية الناشئة المجال لسلسلة من المقالات التي نشرتها مطبعة إيه كي حول العدالة التحويلية المستدامة، بما في ذلك إصدار نوفمبر 2020 لن نلغي ذاتنا والأحلام الأخرى للعدالة التحويلية، وعقد التغيير: طريق تسهيل الاستراتيجية الناشئة والوساطة، في مايو 2021.
ساهمت براون في العديد من المختارات التي ركزت على العدالة والتحويل والنسوية، بما في ذلك كيفية إخراج الرجال البيض الأغبياء من مناصبهم الدليل المضاد للسياسة غير الملل للسلطة (2004)، الحلم علنًا: بناء حركة احتلوا (2012)، والأخت العزيزة (2014)، والنسويات في الحركة (2018)، كيف نحارب التفوق الأبيض (2019)، وما بعد البقاء (2020).
ظهرت مختارات براون في نشاط المتعة: سياسة الشعور بالرضا، التي صدرت في فبراير 2019، في أبريل 2019 على قائمة نيويورك تايمز لأكثر الكتب الواقعية الورقية مبيعًا، واحتلت المرتبة السادسة.
نشرت بروان عملها الطويل الأول وهو رواية خيالية بعنوان الحزينون في سبتمبر 2021.